# Хайредин Мехмедов
Хайредин Мустафов Мехмедов е български политик от ДПС. От 2017 г. е кмет на Антоново, издигнат от ДПС.

## Биография
Хайредин Мехмедов е роден на 24 януари 1975 г. в град Омуртаг, Народна република България. Завършва висше образование в Югозападния университет „Неофит Рилски“ в Благоевград, специалност „Стопанско управление“. По-късно следва магистратура във Великотърновския университет „Св. Св .Кирил и Методий“, специалност „Регионално развитие“.

### Политическа дейност
В периода от 2008 до 2011 г. той е заместник-кмет на община Антоново. На местните избори през 2011 г. и през 2015 г. е избиран за общински съветник, издигнат от Движението за права и свободи. В периода от 2011 до 2017 г. е председател на Общинския съвет в Антоново.
През 2017 г. в община Антоново се състоят частични местни избори, поради избирането на тогавашния кмет Танер Али за народен представител. На частичните местни избори през 2017 г. Хайредин Мехмедов е избран от първи тур за кмет на община Антоново, издигнат от ДПС. На проведения първи тур той получава 1907 гласа (или 60,81%), втори след него е Али Алиев от ГЕРБ с 720 гласа (или 22,96%).
На местните избори през 2019 г. е избран от първи тур за кмет на община Антоново, издигнат от ДПС. На проведения първи тур той получава 1872 гласа (или 59,07%), втори след него е Румен Рафаилов от Инициативен комитет с 740 гласа (или 23,35%).